# Ole Falck Ebbell
Ole Falck Ebbell (* 1839, Christiania – 1919) byl norský architekt. Projektoval stavby po celém Norsku, převážně ale působil v Trondheimu.

## Životopis
Narodil se jako syn advokáta Oleho Falcka Ebbela a Anny Sofie Kloedové. Studoval architekturu v Německu a Švýcarsku. Po několika letech v Oslu se přestěhoval do Trondheimu, kde od roku 1871 vyučoval na technické škole, předchůdkyni Norges Tekniske Høgskole. V roce 1891 se stal vedoucím fakulty architektury. Byl členem komise pro rekonstrukci Nidarosdomu (1882 až 1894).
Jeho syn Ole-Falk Ebbell-Staehelin byl stavebním inženýrem.

## Dílo (výběr)
- knihovna Trondheimu
- vysoká škola Høgskolen i Sør-Trøndelag (1872)
- psychiatrická klinika v Kristiansandu (1881)
- škola Kalvskinnet, Trondheim (1885)
- kaple Elvran v Levangeru (1893)
- kostel v Snillfjordu (1898)

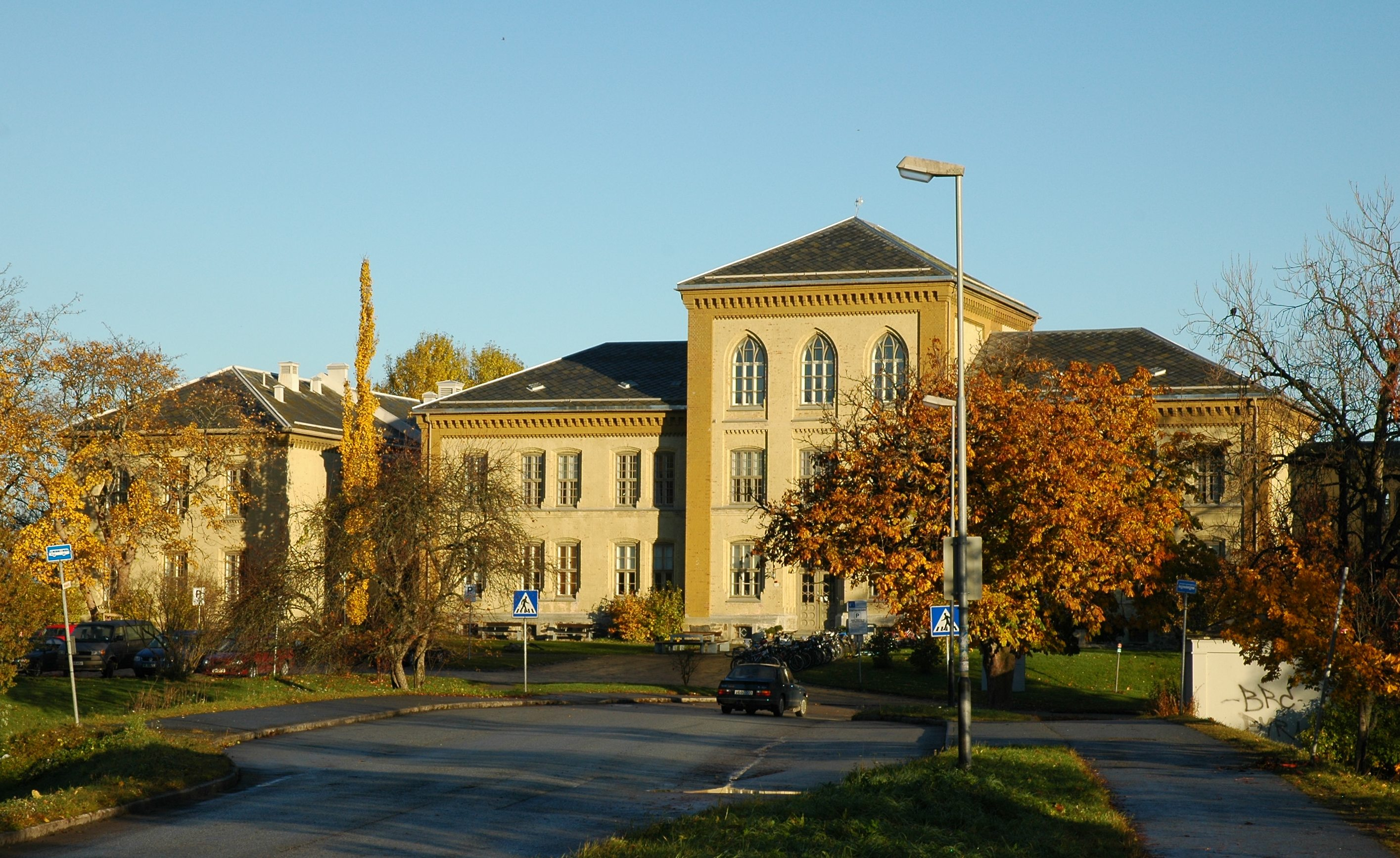
Høgskolen i Sør-Trøndelag
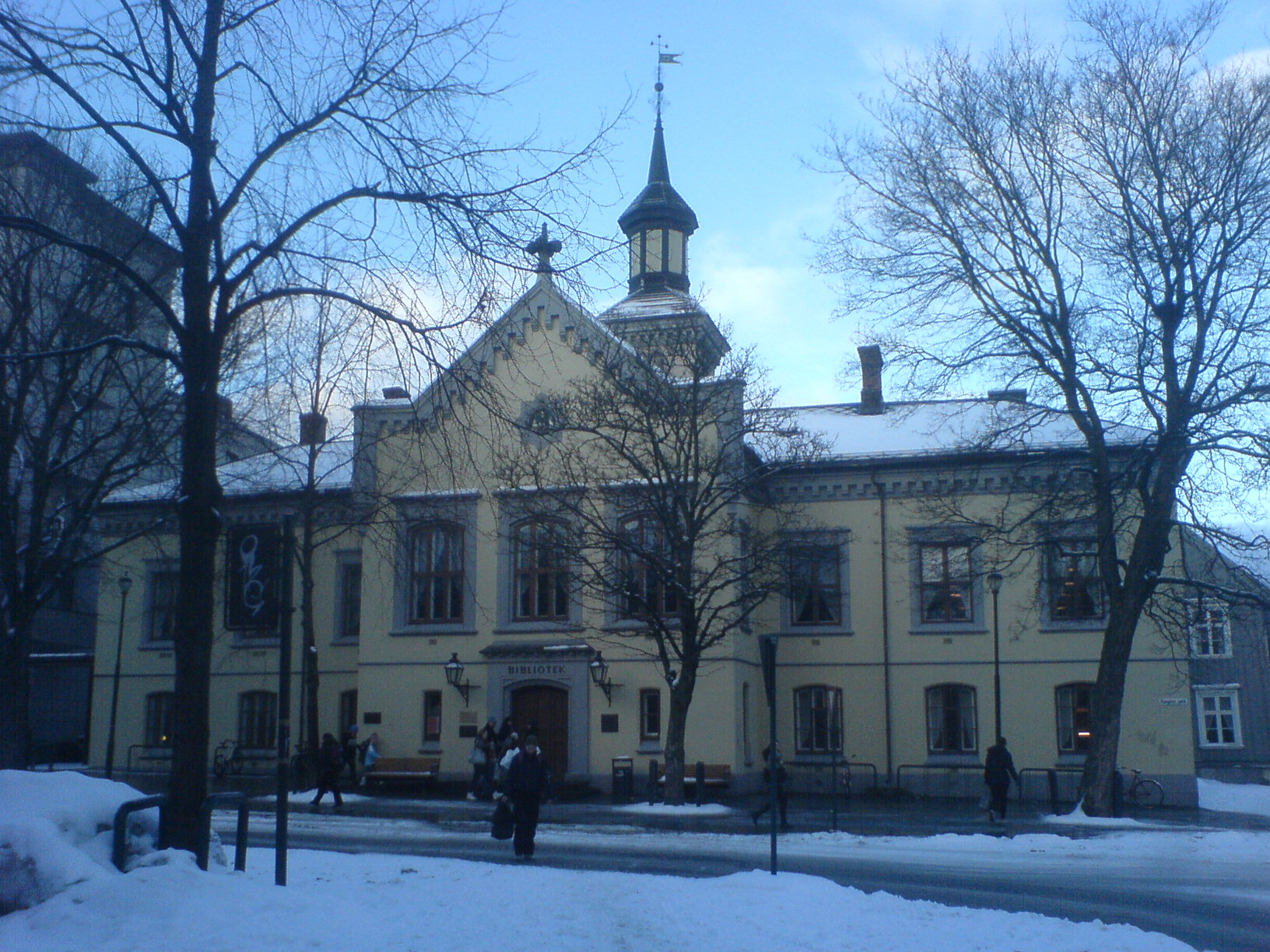
knihovna Trondheimu
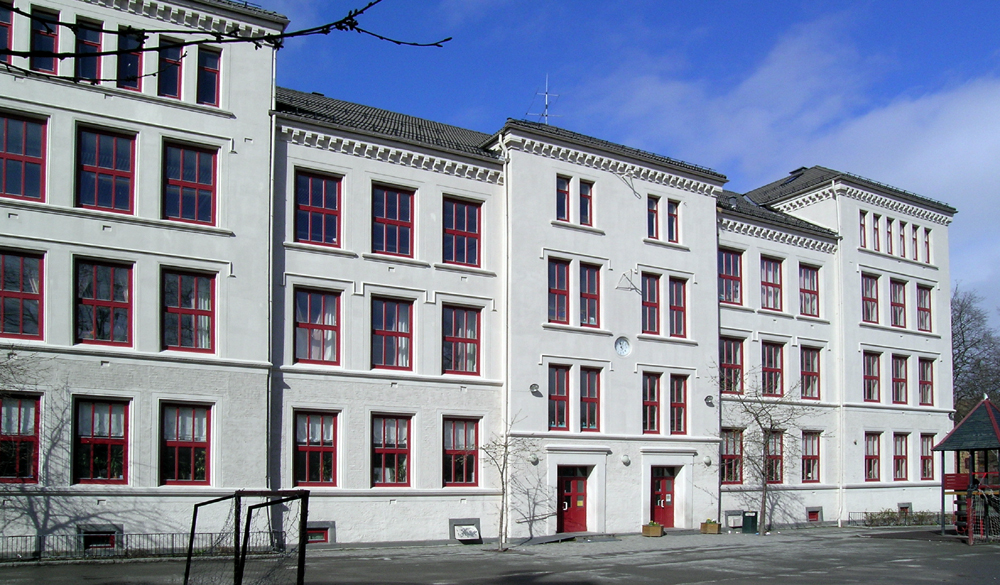
škola Kalvskinnet
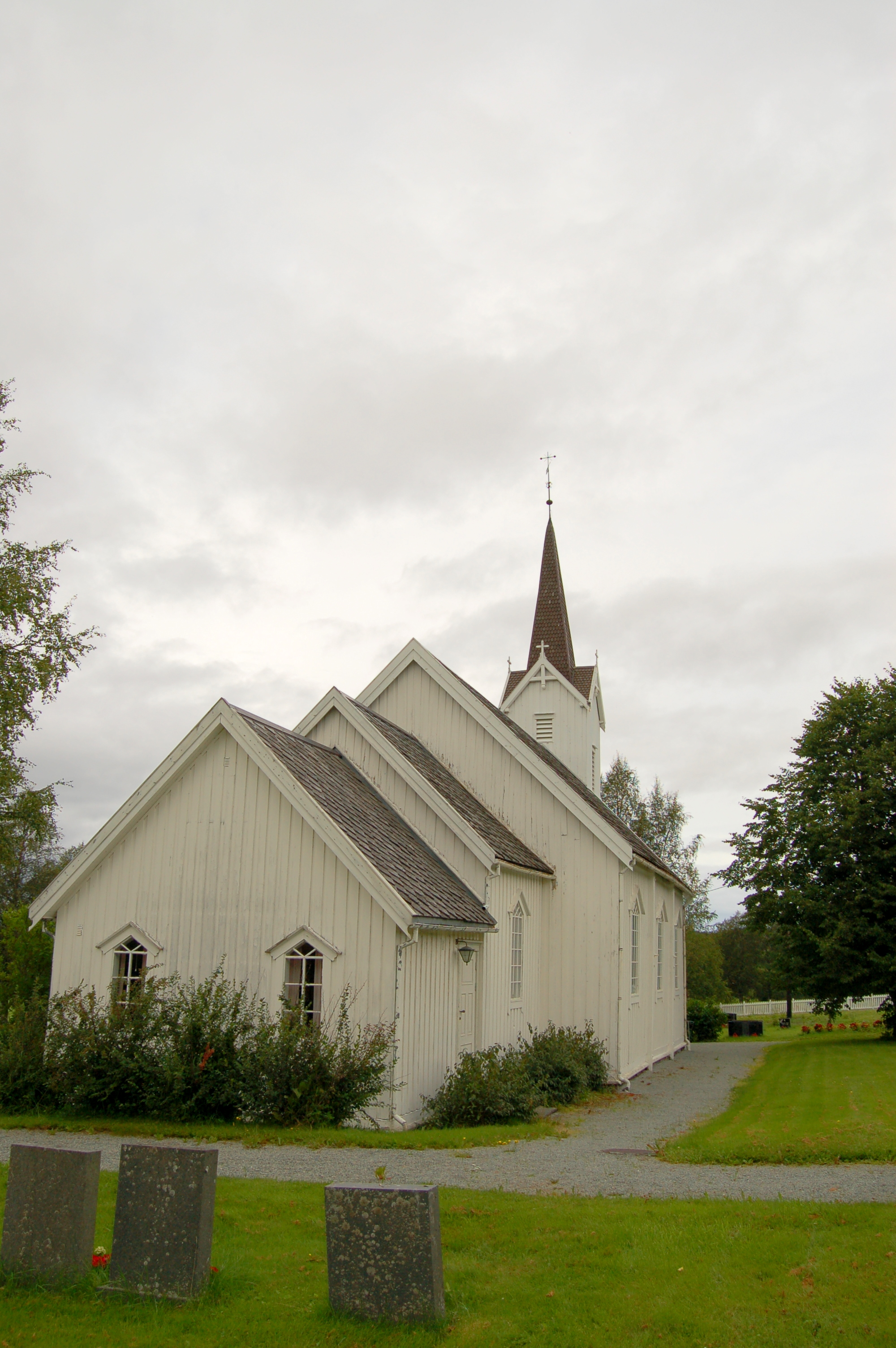
kaple Elvran